# Marija Zdorovtsova
Marija Zdorovtsova (ukrainska: Марія Здоровцова), född 24 juli 2007, är en ukrainsk konstsimmare.

## Karriär
Vid konstsim-EM 2025 i Funchal var Zdorovtsova en del av Ukrainas lag som tog silver i det akrobatiska lagprogrammet.